# Пархоменко, Иван Александрович
Иван Александрович Пархоменко (укр. Іван Олександрович Пархоменко; 28 февраля 1929 год, село Годуновка, Киевская область, Украинская ССР — 25 сентября 2001 года, село Знаменовка, Днепропетровская область, Украина) — председатель колхозов имени Горького и «Рассвет» Новомосковского района Днепропетровской области, Украинская ССР. Герой Социалистического Труда (1973). Депутат Верховного Совета СССР 9-го созыва.

## Биография
Родился в 1929 году в крестьянской семье в селе Годуновка Киевской области. В 1949 году окончил Берёзоворудский сельскохозяйственный техникум Пирятинского района Полтавской области по специальности «зоотехник». До 1950 года трудился зоотехником в Николаевской области. С апреля 1950 по октябрь 1953 года проходил срочную службу в Советской Армии.
С 1953 по 1966 года — участковый зоотехник, главный зоотехник колхоза «Октябрьская Революция» Солонянского района Днепропетровской области, зоотехник производственного управления Днепропетровской области. В 1960 году заочно окончил Белоцерковский сельскохозяйственный институт Киевской области. В 1966 году вступил в КПСС.
В 1966—1978 года — председатель колхоза имени Горького села Николаевка Новомосковского района Днепропетровской области.
Вывел колхоз в передовые сельскохозяйственные предприятия Новомосковского района. В 1973 году колхоз получил в среднем по 41,6 гектаров зерновых с каждого гектара и 454 центнеров сахарной свеклы с каждого гектара. Указом Президиума Верховного Совета СССР от 8 декабря 1973 года «за большие успехи, достигнутые во Всесоюзном социалистическом соревновании, и проявленную трудовую доблесть в выполнении принятых обязательств по увеличению производства и продажи государству зерна, сахарной свёклы, масличных культур и других продуктов земледелия в 1973 году» удостоен звания Героя Социалистического Труда с вручением ордена Ленина и золотой медали «Серп и Молот».
Избирался депутатом Верховного Совета СССР 9-го созыва (1974—1979).
С 1978 года — председатель колхоза «Рассвет» села Знаменовка Новомосковского района Днепропетровской области.
После выхода на пенсию проживал в селе Знаменовка, где скончался в 2001 году.
Награды
- Герой Социалистического Труда
- Орден Ленина
- Орден Трудового Красного Знамени (08.04.1971)